# José Carlos Bauer
José Carlos Bauer, sovint conegut com a Bauer, (21 de novembre, 1925 – 4 de febrer, 2007) fou un futbolista i entrenador brasiler.
Va néixer a São Paulo, fill de pare suís i mare afro-brasilera. Defensà els colors de São Paulo i Botafogo. Guanyà sis campionats de São Paulo (1943, 1945, 1946, 1948, 1949 i 1953).
Amb la selecció brasilera jugà 29 partits, i guanyà la Copa Amèrica de futbol de 1949 i participà en les fases finals dels Mundials de 1950 i 1954. El seu darrer partit en aquest campionat fou conegut com la batalla de Berna.
Un cop retirat fou entrenador de la Ferroviária de Araraquara.
Va morir el 4 de febrer de l'any 2007 a São Paulo.